# Manfred Sader (Psychologe)
Manfred Sader (* 5. März 1928 in Köslin; † 15. Oktober 2006 in Münster) war ein deutscher Psychologe und Gestalttheoretiker. Er wirkte unter anderem als ordentlicher Professor für Psychologie an der Universität Münster.

## Leben und Werk
Nach Abitur und einer Buchhandelslehre studierte der in Pommern 1928 als Sohn der Bibliothekarin Gertrud Sader, geborene Prohl, und des Regierungsbaurats Eduard Sader geborene Sader an der Universität Frankfurt Philosophie, Psychologie, Sozialforschung und Fürsorgewesen und war 1954 Diplom-Psychologe. 1957 wurde er bei Edwin Rausch mit einer Arbeit über Instruktionsverständnis und Testleistung, die 1959 von der Deutschen Forschungsgemeinschaft mit einem Preis ausgezeichnet wurde, zum Dr. phil. promoviert. 1964 habilitierte sich Sader an der Universität Mainz für das Fach Psychologie mit einer empirisch-phänomenologischen Studie über gehörpsychologische Fragen von Lautheit und  Lärm. In Mainz begann er dann seine Lehrtätigkeit.
Im Jahr 1968 wurde er auf einen Lehrstuhl für Persönlichkeitspsychologie an der Universität Münster berufen, wo er bis 1984 Direktor des Psychologischen Instituts war. In seiner Forschungsarbeit (insbesondere Persönlichkeitsforschung, Interaktion und Gruppendynamik) waren seine Schwerpunkte Psychologische Diagnostik, phänomenanalytische Forschungsverfahren und angewandte Gruppendynamik auf gestalttheoretischer Grundlage. In den letzten Jahren seiner Hochschultätigkeit widmete sich Sader verstärkt der Grundlagenforschung zum Psychodrama und allgemeiner zu Möglichkeiten des Einsatzes von Rollenspielen als Forschungsmethode.
Am nachhaltigsten war in der Wirkung sein Werk zur Psychologie der Gruppe; sein gleichnamiges Buch erreichte bis 2008 neun Auflagen. Den Einfluss seiner Positionen zur Gestaltung einer am Menschen orientierten Forschungspraxis zeigen zwei ihm gewidmete Sammelbände: Zu seinem 60. Geburtstag erschien 1988 der Sammelband Zukunfts-Gestalt-Wunsch-Psychologie. Zur Gestalt psychologischer Forschung nach Manfred Sader, herausgegeben von Saders Mitarbeitern Norbert Groeben, Wolfgang Keil und Ursula Piontkowski. 1995 gab Günther Kebeck anlässlich Saders Emeritierung die Festschrift Gestalttheorie als Forschungsperspektive heraus.
Von 1981 bis 1991 war Sader Vorsitzender der Gesellschaft für Gestalttheorie und ihre Anwendungen und Mitherausgeber der interdisziplinären Zeitschrift Gestalt Theory. Er war auch Mitherausgeber der Zeitschrift Gruppendynamik (seit 1980), der Buchreihe Grundlagentexte Psychologie (seit 1989) und der Arbeiten zur Sozialwissenschaftlichen Psychologie (seit 1971).
Manfred Sader war evangelisch, ab 1956 mit Hanne Sader, geborene Flaskämper, verheiratet, und hatte vier Kinder (Friederike, Tilman, Karoline und Bettina). Er lebte in Borghorst (Ortsteil von Steinfurt in Westfalen) und sprach neben Deutsch und Englisch auch Esperanto und Niederländisch.
Sein Nachlass ist im Psychologiegeschichtlichen Forschungsarchiv (PGFA) der Fernuniversität in Hagen.

## Publikationen (Auswahl)
- 1957: Instruktionsverständnis und Testleistung: Untersuchungen über Vorphase u. Hauptphase eines psychologischen Prüfversuchs. Frankfurt: Verlag Waldemar Kramer
- 1961: Möglichkeiten und Grenzen psychologischer Testverfahren.
- 1964: Laut und Lärm. Gehörpsychologische Fragen der Schall-Intensität. Göttingen: Verlag für Psychologie Hogrefe
- 1966: Lautheit und Lärm.
- 1970: (mit Schäuble und Theis) Kleine Fibel zum Hochschulunterricht.
- 1976: Verbesserung von Interaktion der Gruppendynamik.
- 1976: Psychologie der Gruppe. 9. Auflage 2008: Juventa, Weinheim/München, ISBN 978-3-7799-0315-4 (Leseprobe in der Google-Buchsuche)
- 1980: Psychologie der Persönlichkeit. Juventa, München, ISBN 3-7799-0312-1.
- 1983 (mit Michael Stadler): Auswahlbibliographie der Gestaltpsychologie. Gestalt Theory, 5(2), 125–127.
- 1984 (mit Günther Kebeck): Phänomenologisch-experimentelle Methodenlehre. Ein gestalttheoretisch orientierter Versuch der Explikation und Weiterführung. Gestalt Theory, 6, 193–245.
- 1986: Rollenspiel als Forschungsmethode. Westdeutscher Verlag, Opladen, ISBN 978-3-531-11786-7.
- 1995: Psychodrama und Psychologie. In: Jahrbuch für Psychodrama, psychosoziale Praxis & Gesellschaftspolitik 1994, S. 7–30. ISBN 978-3-322-95986-7.
- 1996 (mit Hannelore Weber): Psychologie der Persönlichkeit, 2. neubearbeitete Auflage. Verlag Beltz/Juventa, ISBN 978-3-7799-0318-5. (Buchbesprechung durch Wolfgang Hegener)
- 2002: Toleranz und Fremdsein. 16 Stichworte zum Umgang mit Intoleranz und Fremdenfeindlichkeit. Verlag Beltz, ISBN 978-3-407-22116-2. (Buchbesprechung von Norbert Copray)
- 2006: Gruppenprozesse und destruktive Gewalt. Gruppendynamik und Organisationsberatung, 37(4), 339–346.